# گردشگر (فیلم ۱۹۸۷)
گردشگر (انگلیسی: The Tourist) فیلمی است که در سال ۱۹۸۷ منتشر شد.